# 格利博卡多利納 (科澤利希納區)
49°25′14″N 33°45′27″E / 49.42056°N 33.75750°E
格利博卡多利納（烏克蘭語：Глибока Долина），是烏克蘭中部的村莊，隸屬波爾塔瓦州的克雷門丘克區。該村處於普肖爾河右岸，海拔高度118米，2001年人口99。